# 임정현 (기타 연주자)
임정현(林正鉉, 1984년 7월 5일~)은 펀투(funtwo)로 알려진 기타 연주가이다.

## 생애
〈파헬벨의 캐논〉을 연주한 동영상을 2005년 10월 23일 뮬에 올려 놓았으나 동영상이 누군가에 의해 유튜브에도 올려졌다. 이 동영상은 이내 많은 사람들에게로 알려졌고, 2011년 8월 기준으로 유튜브에서 9,000만이 넘는 조회수를 기록하고 있다. 유튜브에 올려진 동영상은 곧 뉴욕 타임즈에도 알려지며, "인터넷 기타마법사(Web Guitar Wizard)"라는 호칭이 주어졌다. 2008년 기준으로 뉴질랜드의 오클랜드 대학교에서 정보 시스템(Information System)을 전공하고 있으며 자신의 홈페이지에서 사진과 비디오, 악보 등을 제공한다.
임정현은 2007년에 국제대안학교 '무한상상'과 함께 '세상이 교실 세계가 교과서 무한상상 대장정'에 참여하여 300일 동안 세계를 여행하였으며, 2006년 10월에 미국 워싱턴D.C 주미한국대사관이 주관하는 축제 코러스 페스티벌(KORUS Festival)에서, 그리고 2008년에 유튜브가 뉴욕과 서울에서 각각 주관한 행사 '비디오크래시'(Videocracy)에서 연주를 하였다.
2009년 2월 6일에 방송된 KBS 누가누가 잘하나의 클래식 톡톡 코너에서 그가 연주한 캐논 락 변주곡 영상이 소개되었다.

## 디지털 싱글로 발매된 곡
1. Mission -무한상상 대장정 2007 Main Theme
2. 사계 여름 3악장[깨진 링크(과거 내용 찾기)]
3. Happy Birthday To You (Rock Ver.)[깨진 링크(과거 내용 찾기)]
4. Triptych (Siam Shade)
5. Zenith (Daita)
6. Happy Birthday To You